# Coşkun Kayhan
Coşkun Kayhan (* 24. August 1986 in Wien) ist ein ehemaliger österreichisch-türkischer Fußballspieler. Er ist der ältere Bruder des bekannteren österreichischen U-21-Nationalspielers Tanju Kayhan.

## Karriere
Kayhan begann seine Karriere in der Jugend von SK Rapid Wien und wurde 2006 in die Amateurmannschaft dieses Vereins übernommen. Nachdem er zwei Spielzeiten für die Amateure gespielt hatte, verließ er Rapid und spielte im Folgenden für diverse österreichische Vereine.
Zum Sommer 2010 wechselte er in die Türkei zum Drittligisten Hacettepe SK. Nach bereits einer Spielzeit verließ er diesen Verein und kehrte nach Österreich zurück und spielte fortan für den Wiener Sportklub. Bereits zur Rückrunde verließ er diesen Verein und wechselte zum 1. SC Sollenau.
Zur Saison 2012/13 entschied er sich erneut sein Glück in der Türkei zu versuchen und heuerte beim Zweitligisten Torku Konyaspor an. Hier löste er bereits zum Winter 2012 seinen Vertrag auf und wechselte zurück zu seinem vorherigen Verein 1. SC Sollenau.
Im Sommer 2013 wechselte er erneut in die Türkei. Dieses Mal heuerte er beim Zweitligisten Mersin İdman Yurdu. Jener Verein bei dem in der Vorsaison sein Bruder Tanju Kayhan aktiv war.
Im Frühjahr 2014 kehrte er zum Wiener Sportklub zurück.